# Фридберг, Илларий Дмитриевич
Илларий Дмитриевич Фридберг (1914—1993) — советский физик-электротехник, лауреат Сталинской премии 1952 года.

## Биография
Родился в Чите, где за революционную деятельность находилась в ссылке его мать — член партии эсэров. В 1921 году его родители с детьми вернулись в Петроград.
С 1930-х гг. работал вместе с Н. П. Богородицким в ЛЭТИ и НИИ-34 (материалы и детали для радиотехнической и радиолокационной аппаратуры). В 1938 году они разработали бессвинцовый микалекс.
С 1946 года доцент Ленинградского технологического института им. Ленсовета, читал лекции по технологии радиокерамики на кафедре химической технологии тонкой технической керамики.
Сталинская премия 1952 года — за разработку и организацию массового производства деталей для радиоаппаратуры.
Умер в 1993 году. Похоронен на кладбище в посёлке Лахта.

## Семья
Отец — Дмитрий Наумович Фридберг (псевдоним Ефимов) (10.05.1883, Петербург — 16.11.1961, Ленинград) — поэт, переводчик, журналист.
Мать — Эскина-Фридберг Александра Александровна, 1885 г. р., уроженка и жительница г. Ленинград. Арестована 12 февраля 1938 г. Особой тройкой УНКВД 20 марта 1938 г., приговорена по ст. ст. 17-58-8, 58-11 УК РСФСР к высшей мере наказания. Расстреляна в Ленинграде 9 апреля 1938 г.

## Сочинения
- Богородицкий H. И., Фридберг И. Д. Бессвинцовый микалекс. — В кн .: Электрическая изоляция . Сб . материалов, в . 2 . М., Главэлектропром , 1938 , с . 122—133
- Высокочастотные неорганические диэлектрики / Н. П. Богородицкий и И. Д. Фридберг. — М. : Сов. радио, 1948. — 328 с. : ил., табл.
- Электрофизические основы высокочастотной керамики = Основы высокочастотной керамики [Текст] / Н. П. Богородицкий, И. Д. Фридберг. — Москва ; Ленинград : Госэнергоиздат, 1958. — 192 с. : ил.; 23 см.
- Активные элементы в электронике и диэлектрики [Текст] : (Стенограмма лекции) / Н. П. Богородицкий, И. Д. Фридберг. — Ленинград : [б. и.], 1963. — 55, [5] с., 1 л. табл. : ил.; 21 см.